# Моріс Жиродья
Моріс Жиродья (фр. Maurice Girodias; 12 квітня 1919 — 3 липня 1990) — французький видавець, засновник «Олімпія Пресс». Свого часу був власником батькового видавництва «Обеліск Пресс». Більшість своїх найпродуктивніших років життя прожив у Парижі.

## Ранні роки
Моріс Жиродья (при народженні — Моріс Каган) народився в Парижі в родині уродженця Манчестера Джека Кагана та паризької багатої спадкоємиці Марсель (до шлюбу Жиродья). Його батько був євреєм, а мати католичкою. Моріс мав відносно ідилічне дитинство, аж допоки Велика депресія не змусила його батька перейти на нову роботу в Парижі — він зайнявся виданням дещо сороміцьких англомовних книжок, які користувались запитом у туристів із закордону, що через цензуру не могли придбати таку літературу у своїй країні. Французькі закони про цензуру мали лазівку, що давала змогу англомовним творам видаватись без їхньої подальшої конфіскації.
Підприємство Кагана (Моріс згодом взяв дошлюбне прізвище матері, щоби заховати своє частково єврейське походження від нацистів) називалось «Обеліск Пресс». Там публікувались відомі твори Френка Гарріса, Генрі Міллера й Анаїс Нін, а також декілька творів у жанрі легкої еротики, написані самим Джеком Каганом.
Моріс долучився до роботи батька ще з ранніх років. 1934 року, коли йому було 15, Моріс Жиродья намалював тривожний малюнок краба, який засвітився на оригінальній обладинці «Тропіку Рака». Після смерті батька в 1939 році, Моріс Жиродья перебрав видавничі обов'язки на себе, і, у віці 20 років, спромігся пережити Париж, Другу світову війну, окупацію та дефіцити паперу.
У повоєнний період разом із своїм братом, Еріком Каганом, Моріс розширював діяльність видавцтва, опублікувавши, споміж інших, романи «Грек Зорба» Нікоса Казандзакіса (французькою) та «Сексус» Генрі Міллера. Останній спричинив цілий скандал у Франції із судовими процесами та арештами за Непристойність. «Справа Міллера» завершилась ув'язненням Моріса Жиродья, який став банкрутом і втратив контроль над своєю компанією.

## Смерть
Моріс Жиродья помер 3 липня 1990 року у 71-річному віці. Причиною смерті став інфаркт міокарда.